# Grzegorz Kurczuk
Grzegorz Kurczuk (ur. 20 września 1949 w Warszawie) – polski polityk i prawnik. Senator III kadencji, w latach 1995–1997 wicemarszałek Senatu III kadencji, poseł na Sejm III, IV i V kadencji (1997–2007), minister sprawiedliwości w latach 2002–2004.

## Życiorys
W 1971 ukończył studia prawnicze na Wydziale Prawa i Administracji Uniwersytetu Marii Curie-Skłodowskiej w Lublinie. Po studiach odbył aplikację sądową w Sądzie Wojewódzkim w Lublinie i Sądzie Powiatowym w Biłgoraju. W latach 1979–1983 odbył studia doktoranckie w zakresie nauk politycznych w Moskwie.
Był radcą prawnym, członkiem Okręgowej Izby Radców Prawnych w Lublinie. W latach 1972–1973 pracował jako prawnik w Zakładach Przemysłu Dziewiarskiego. W latach 1974–1979 był wiceprzewodniczącym Rady Wojewódzkiej Federacji Socjalistycznych Związków Młodzieży Polskiej i Zarządu Wojewódzkiego Związku Socjalistycznej Młodzieży Polskiej. Od 1983 do 1985 pracował jako inspektor w Komitecie Wojewódzkim Polskiej Zjednoczonej Partii Robotniczej w Lublinie. W latach 1985–1988 był dyrektorem wydziału w Urzędzie Wojewódzkim w Lublinie. W latach 1988–1989 był kierownikiem wydziału Komitetu Wojewódzkiego PZPR w Lublinie. Od 1992 do 1993 prowadził samodzielną działalność gospodarczą.
Zasiadał w Senacie III kadencji (w latach 1993–1997), gdzie przewodniczył Komisji Regulaminowej, a w latach 1995–1997 pełnił funkcję wicemarszałka Senatu. W latach 1998–2000 był radnym sejmiku lubelskiego. Od 1997 do 2007 sprawował mandat posła na Sejm III, IV i V kadencji wybieranego z okręgów lubelskich: nr 25 i nr 6. W Sejmie IV kadencji był przewodniczącym Komisji Sprawiedliwości i Praw Człowieka (w latach 2001–2002) oraz przewodniczącym Komisji Ustawodawczej (w latach 2004–2005). Od 2002 do 2004 zajmował stanowiska ministra sprawiedliwości i prokuratora generalnego w rządzie Leszka Millera.
W wyborach parlamentarnych w 2005 startował z listy Sojuszu Lewicy Demokratycznej, uzyskując 9683 głosy. W przedterminowych wyborach w 2007 bez powodzenia ubiegał się o reelekcję z listy Lewicy i Demokratów.
Od 1969 do 1990 był członkiem PZPR, w 1989 współtworzył w ramach struktur partii (tzw. „reformatorski”) „Ruch 8 lipca”. Po rozwiązaniu PZPR został członkiem Socjaldemokracji Rzeczypospolitej Polskiej. W latach 1990–1993 pełnił funkcję wojewódzkiego sekretarza wykonawczego w Lublinie. W latach 1993–1997 był wiceprzewodniczącym, a od 1997 przewodniczącym Rady Wojewódzkiej SdRP. Od 1999 do 2008 kierował strukturami wojewódzkimi SLD, od 2008 przewodniczył powiatowym strukturom SLD w powiecie lubelskim, zasiadał też w Radzie Krajowej tej partii.
W 2008 został zastępcą dyrektora w lubelskim oddziale Agencji Nieruchomości Rolnych. W 2010 kandydował bez powodzenia do sejmiku lubelskiego, rok później objął mandat radnego w miejsce Jacka Czerniaka (wybranego do Sejmu). Nie przystąpił do klubu radnych SLD, a wiosną 2012 zrezygnował z członkostwa w partii. W listopadzie 2013 wstąpił do partii Twój Ruch (która powstała z przekształcenia Ruchu Palikota). W wyborach do Parlamentu Europejskiego w 2014 bezskutecznie ubiegał się o mandat w okręgu lubelskim, uzyskując 1795 głosów. Nie ubiegał się w tym samym roku o reelekcję do sejmiku. W 2018 kandydował bezskutecznie do tego gremium z listy SLD Lewica Razem, a w 2024 (po opuszczeniu Nowej Lewicy, do której wcześniej przystąpił) był kandydatem Koalicji Obywatelskiej. Zwolniony mandat w sejmiku objął w lipcu tego samego roku.
Pełnił funkcję szefa rady nadzorczej klubu piłkarskiego Motor Lublin. Przewodniczy też kołu lewicowego stowarzyszenia „Pokolenia”. Został doradcą prawnym Okręgowego Zarządu Polskiego Związku Działkowców w Lublinie, a w 2019 objął funkcję prezesa OZ PZD w Lublinie.

## Życie prywatne
Żonaty (żona Grażyna), ma dwie córki.